# Národní park Danau Sentarum
Národní park Danau Sentarum je národní park chránící jezerní systém s největší biodiverzitou na světě, který se nachází v centru ostrova Borneo v provincii Západní Kalimantan. Leží v horní tektonické oblasti řeky Kapuas, asi 700 km proti proudu od delty. Povodí je rozsáhlou údolní nivou, skládající se z asi dvaceti sezónních jezer, sladkovodních bažin a rašelinišť, z toho park zabírá asi tři čtvrtiny těchto jezer. Přibližně polovinu parku tvoří jezera, zbytek bažinatý les.
Oblast o rozloze 800 km2 se poprvé stala přírodní rezervací v roce 1982, roku 1994 byla po zařazení do Ramsarské smlouvy rozšířena na 1 320 km2 (890 km2 je oblast bažinatého lesa a 430 km2 je suchá zem). Roku 1999 došlo k vyhlášení národním parkem.
V parku žije velké množství ryb, zaznamenáno bylo okolo 240 druhů, včetně arowany asijské (Scleropages formosus) a sekavky nádherné (Chromobotia macracanthus). Žije zde 237 druhů ptáků včetně čápa pestrého (Ciconia stormi) a arguse okatého (Argusianus argus). Z celkem 143 druhů savců je 23 druhů endemitních pro ostrov, včetně kahaua nosatého (Nasalis larvatus), a žije zde i relativně velká populace orangutanů. Z 26 zaznamenaných plazů park obývá například tomistoma úzkohlavá (Tomistoma schlegelii) a krokodýl mořský (Crocodylus porusus).
Na jezerech je rozvinut tradiční rybářský průmysl. Západní část horní záplavové oblasti obývá na 20 000 lidí, 88 % z nich jsou malajští rybáři. Asi 3 000 lidí žije v parku v asi 20 vesnických enklávách.